# 闘牛

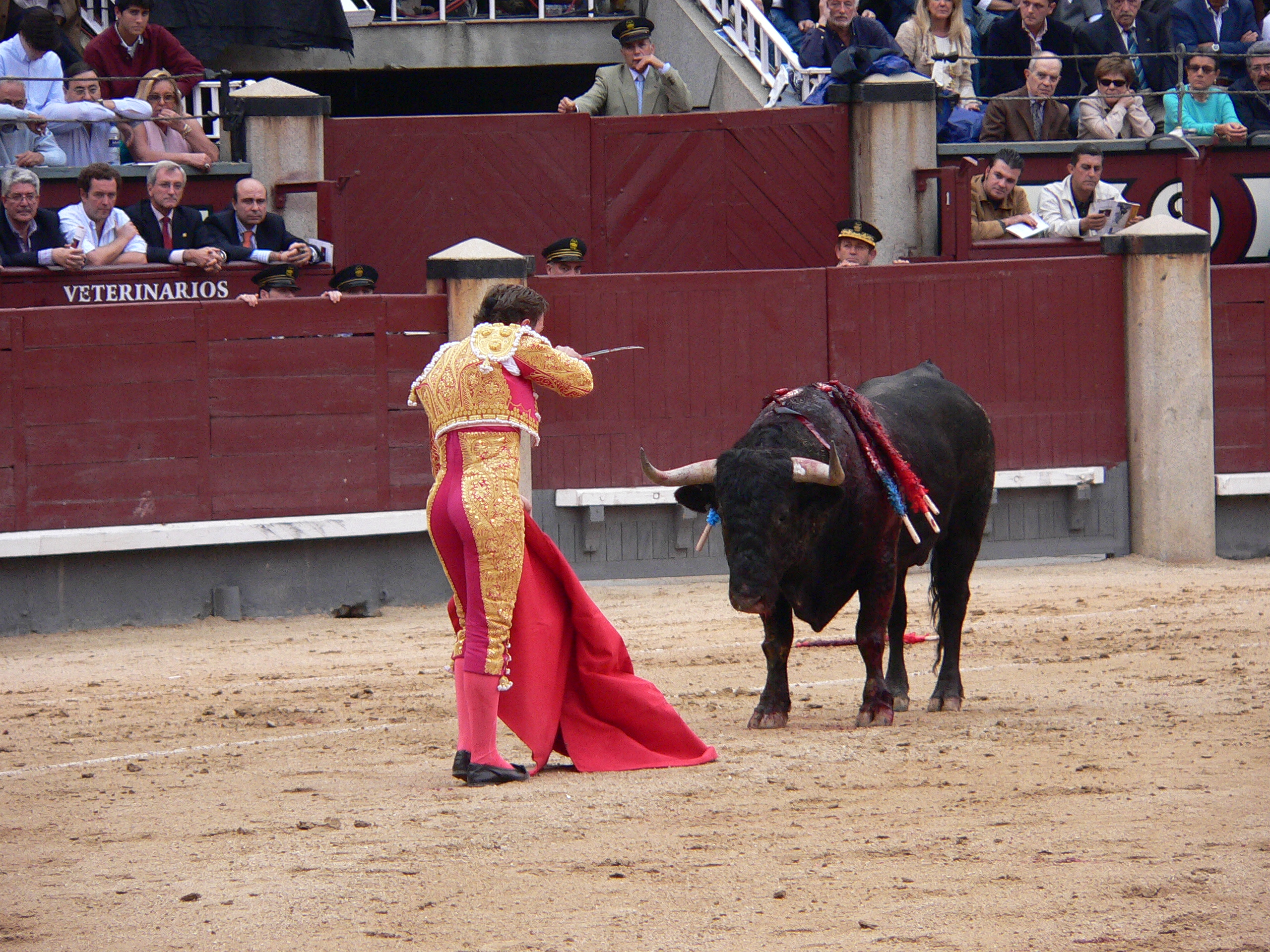
スペインにおける闘牛

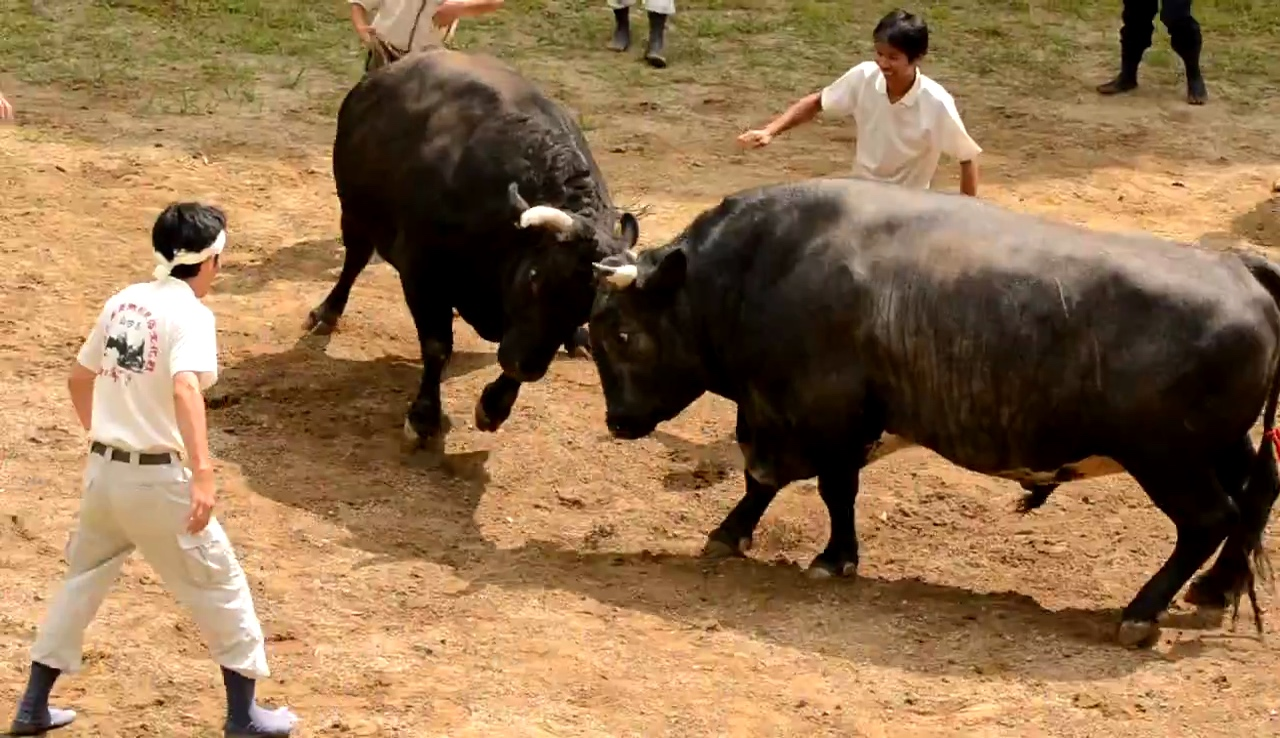
日本における闘牛（新潟県長岡市山古志 牛の角突き）

闘牛（とうぎゅう）は、牛と闘牛士が戦う競技、または牛と牛が戦う競技。あるいはその競技に用いる牛のこと。

## 西欧における闘牛

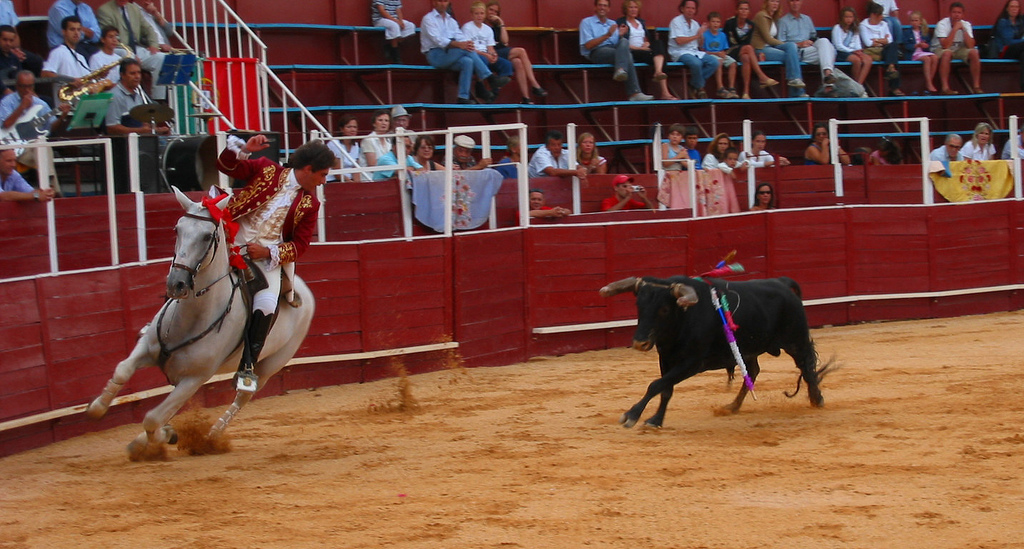
ポルトガル闘牛の一場面

牛と闘牛士が戦う競技は、スペインやポルトガル、南部フランス、ラテンアメリカなどで行われており、特にスペインでは闘牛は国技とされ、盛んである。
牛の興奮を煽るのに赤い布（ムレータ）が使われているため、牛は赤いものを見ると興奮すると思われがちであるが、牛の目は色を区別できず、実際は色でなく動きで興奮を煽っている。昔は赤ではなく、白や黄色の布が使われていたが、客席を興奮させるために赤い布が採用されている。
近年、闘牛士が牛を槍や剣で刺していき、死に至らしめるのを見せるということに対して動物愛護的な観点から批判が強まっている。日本国内では、昭和50年に、中央環境審議会において、「メキシコ闘牛の公開は、好奇的な娯楽として行われることに正当化理由はなく、闘牛場において牛を追い回し、刀槍をもって刺し、最後に殺す行為は動物愛護管理法に反する」として、その開催に反対した例がある。なおメキシコ市は2025年、剣ややりなどの刃物を用い、牛を殺す闘牛は暴力的だとして禁止を決定した。

### スペイン闘牛の歴史
スペイン語では闘牛を「コリーダ（Corrida de toros、牛の走り、la corridaのみでも闘牛を指す）」と表す。スペイン闘牛では、「マタドール」と呼ばれる闘牛士が活躍するが、マタドールは正闘牛士を意味し、闘牛士全体の1割しかいない。残りの9割は准闘牛士で、プロとして活躍できる闘牛士はその1割しかいない。
西ゴート王国以来、中世のスペインでは円形闘技場で闘牛が行われていた記録はあるが、初期の闘牛が具体的にどのような形で行われていたのかは不明である。10 - 11世紀のカスティーリャ文学などには、当時のキリスト教王国での闘牛の有り様が描かれているが、中世の闘牛は結婚式の出し物や軍事訓練などの目的で貴族が主催者となって行われた。騎乗した騎士が従士の補助を受けつつ、槍や剣で牛を倒す様を民衆に公開していた。騎馬闘牛（レホネーオ）は形式を変えつつ17世紀に最高潮を迎え、闘牛が民衆主導で行われるようになった18世紀以後には下火となったが、完全に消滅することはなかった。
また、アルフォンソ10世の時代に、ピレネー山脈からラ・リオハ地方にかけて「マタトロス」と呼ばれる職業的な牛殺しが現れるようになった。屠畜を見世物とするマタトロスたちは社会の最下層と位置づけられていたが、やがて騎馬闘牛の助手として闘牛に欠かせない存在となり、闘牛が盛んになるにつれ社会的な地位も変化していった。
貴族による闘牛が退潮期に入った18世紀前半には、馬に乗り手槍（レホン）(es)を扱うレホネアドール(en)、同じく馬に乗り長槍（バラ・ラルガ）を扱うバリラルゲーロ、徒歩の闘牛士であるマタドールが共存する形で行われていたが、貴族の騎馬闘牛の衰退とともにバリラルゲーロが闘牛の花形となった。バリラルゲーロは現代闘牛のピカドールようにマタドールとチームは組まず、正面から単独で牛と戦った。しかし、18世紀後半には馬の供給や費用の問題からバリラルゲーロはマタドールの補助員の役回りとなり、現代まで続く闘牛の様式が完成した。
1990年代までは日本のバラエティ番組でもスペインの正統な文化として伝えられ、「勇敢なスペイン男性の象徴」というようなニュアンスで美化されるまであった。

### スペイン闘牛の衰退と禁止の動き
大衆娯楽の中心がサッカーに移り、観客数が激減。2000年代に入り、動物保護団体からの強い批判にもさらされ、特に2007年8月にTVE（スペイン国営テレビ）が闘牛の生放送を中止してからの衰退ぶりは激しく、予算削減もありスペインでの試合回数もかつての2/3まで落ち込んでおり、バルセロナでは唯一の闘牛場「ラ・モニュメンタル」で年数十回開催されるのみになっていた。
2007年のスペインの国勢調査では国民の3/4が「闘牛に関心がない」と回答するほど人気が低迷している。ごく一部ではあるが、かつての闘牛に代わって、向かってくる牛を曲芸師がジャンプして躱(かわ)すなど、牛を傷つけない曲芸等も行われたり、そこから発展して牛の突進をかわす美しさや技術を競う「ブル・リーピング(en:Bull-leaping)」という競技が考案されたりしている。
1991年にカナリア諸島で初の「闘牛禁止法」が成立し、2010年7月28日にはスペイン本土のカタルーニャ州で初の闘牛禁止法が成立、2012年から州内で闘牛を行なうことを禁止（これに先立つ2011年にはスペイン全土でテレビ中継が終了した）、2011年9月25日にカタルーニャ最後の闘牛興行を終えている。人気低迷や動物愛護の高まりのほか、独自の文化とスペインからの独立気質を持つカタルーニャ地域主義が背景にあるとみられる。

## 日本における闘牛

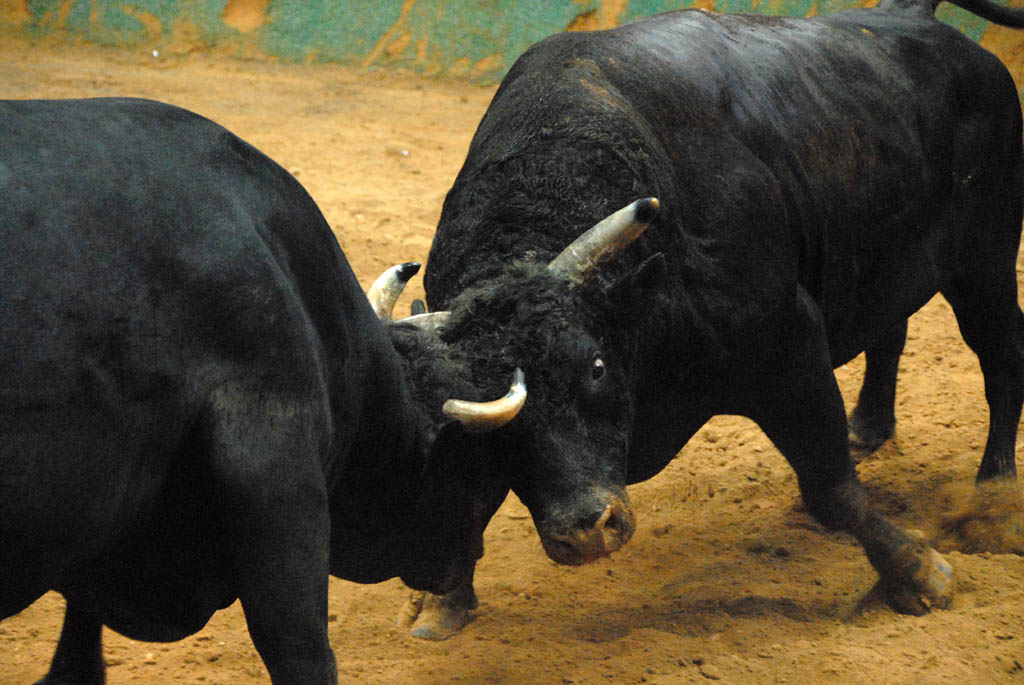
沖縄県うるま市石川の闘牛

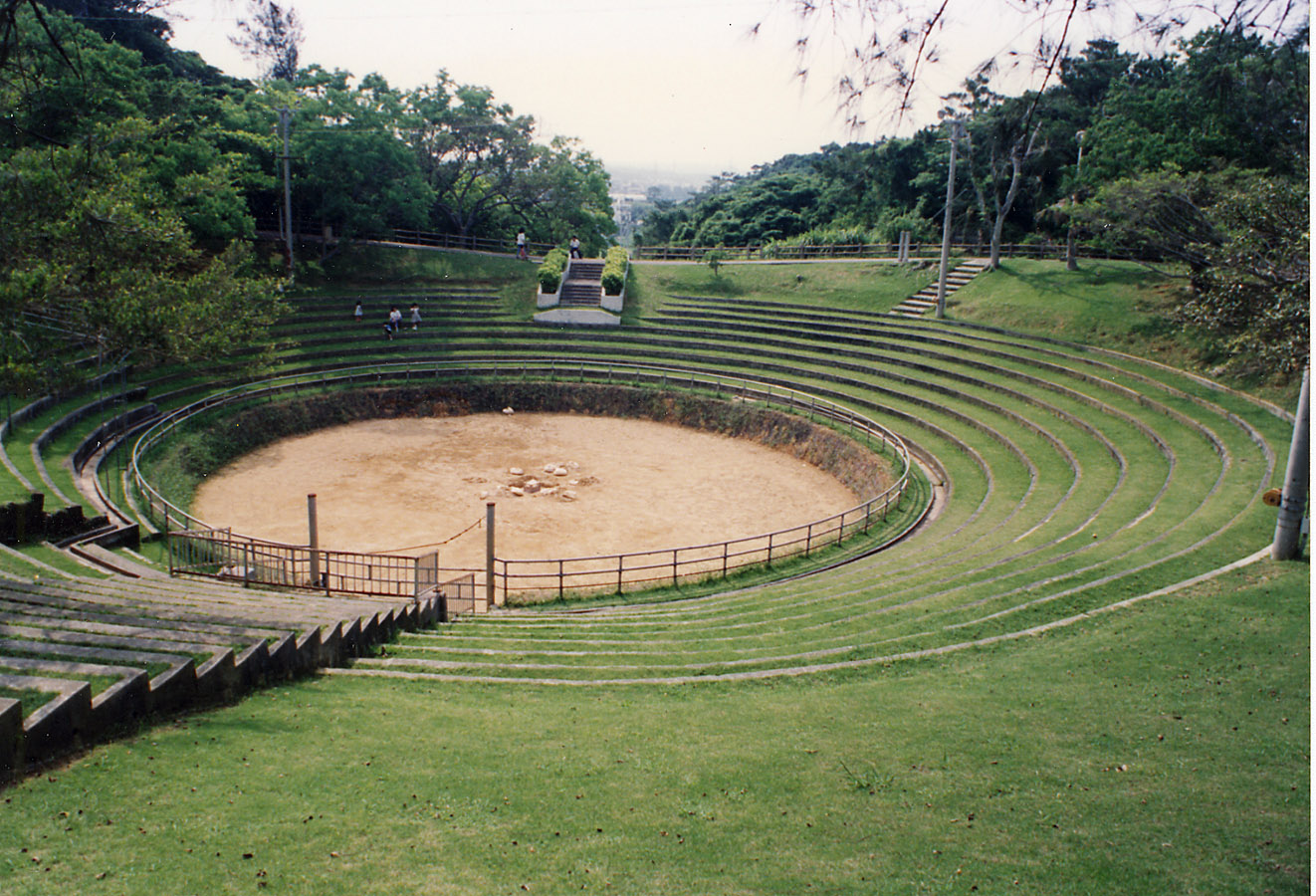
沖縄の闘牛場

日本では人と牛は戦わず、牛同士による格闘技、相撲、神事である。人は勢子と呼ばれる牛を補助するセコンド役である。伝統的に牛相撲、牛突き、牛の角突きなどと呼ばれ、岩手県久慈市、新潟県二十村郷（長岡市、小千谷市など）、島根県隠岐島、愛媛県宇和島市、鹿児島県徳之島、沖縄県沖縄本島（うるま市、本部町、今帰仁村、読谷村など）、石垣島などで行われている。また沖縄県とうるま市は、2018年に伝統文化である闘牛を無形文化財として指定している。また、徳之島においては毎年、初場所（1月）・春場所（5月）・秋場所（10月）の年3回で６場所の「全島大会」が開催され、徳之島町・天城町・伊仙町の各町の協会が持ち回りで主催している。また、全島大会と前後した日やお盆には、牛主同士が出資して島内各地の闘牛場で闘牛大会が行われている。
1988年までは東京都八丈島でも行われていたが、現在は行われていない。
スペインなどの闘牛とは異なり、むしろ闘犬に近く、相撲のような競技である。大相撲のような番付により牛の優劣が格付けされる場合もある。また新潟の牛の角突きでは勝負付けを行わず、神事であることや牛が傷つかないようにといった理由で引き分けにさせる。
日本国内アンケートによると、「闘牛・闘犬・闘鶏など動物を戦わせる行事について」について、7.9％が許容できる、19.2％がある程度許容できる、31.8％がどちらともいえない、23.1％があまり許容できない、17.9％が許容できないと回答している。

### 起源

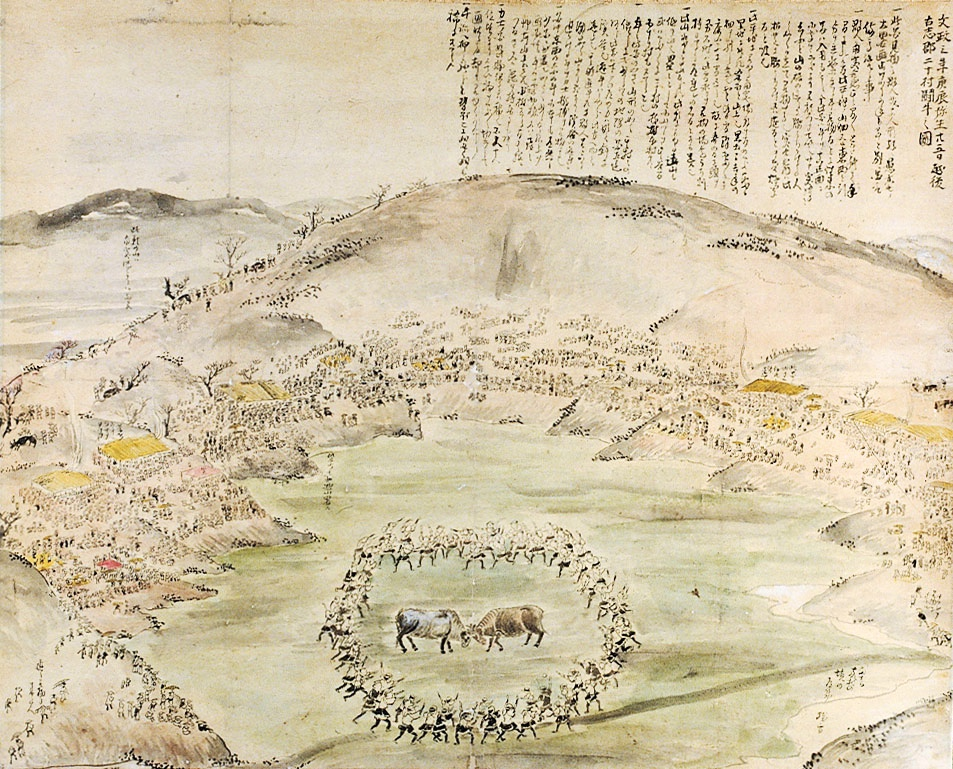
『越後古志郡二十村闘牛之図』（鈴木牧之、文政3年（1820年））。長岡市立中央図書館所蔵。曲亭馬琴の依頼により鈴木牧之が越後国古志郡二十村（現・長岡市山古志地域虫亀）で行なわれていた闘牛の取材をしたときに描いたもの。

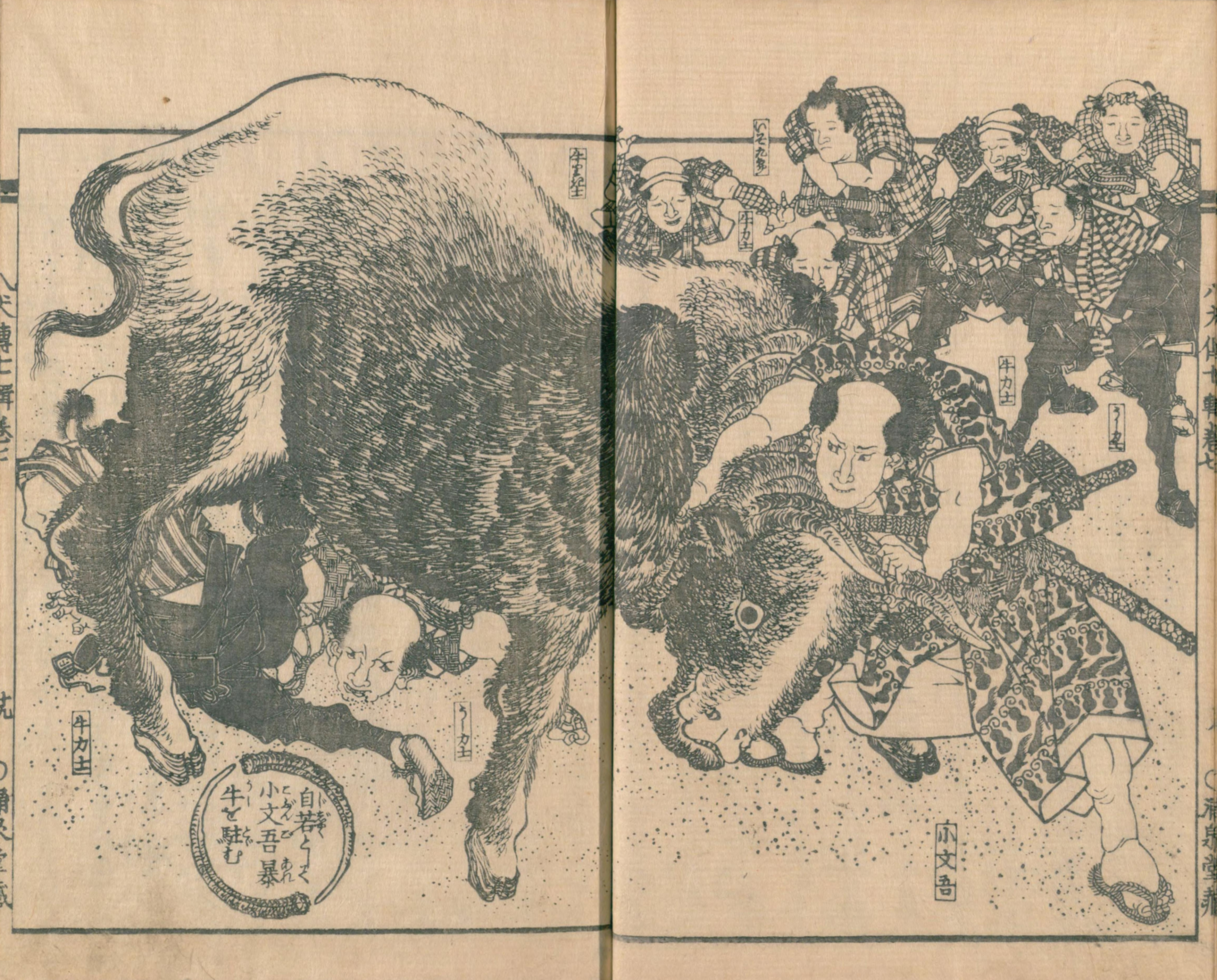
『南総里見八犬伝』第七輯 巻之七（曲亭馬琴作、柳川重宣画、文政13年（1830年）刊）から挿絵「自若として小文吾暴牛を駐む」

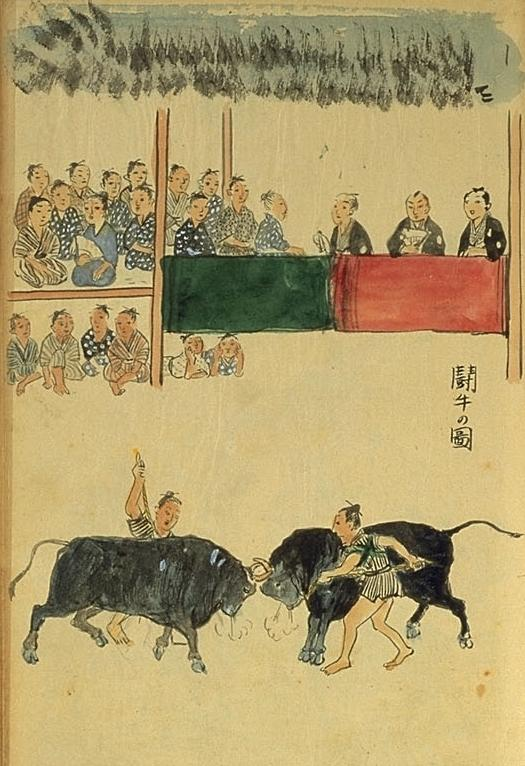
明治時代初期、徳之島での闘牛。

起源についてはどこも明確な資料は存在せず、自然発生的なものから、神事として始まったものもあるとされる。史料上は、1178年に後白河法皇が角合せを観覧したとの記録があり、12-13世紀の『鳥獣人物戯画』にも闘牛が描かれている。隠岐島の闘牛は承久の乱（1221年）で配流された後鳥羽法皇を慰めるために始められたとされている。
新潟県長岡市山古志地域・小千谷市で行われる牛の角突き（国の重要無形民俗文化財）は、江戸時代後期に書かれた曲亭馬琴の読本『南総里見八犬伝』に登場しており（馬琴はこの行事を、塩沢町の商人で『北越雪譜』の著者鈴木牧之から紹介されている）、この頃には既に始まっていたのは確かである。

### 牛の種類
黒毛和牛、日本短角種がその多くを占める。新潟県の闘牛では子牛の生産地が岩手の南部地方であるため日本短角種が主。「肉用牛の子牛の素質が良い物を去勢せずに闘牛用として飼育」と書かれた文献もあるが、現状、そのほとんどが当初から闘牛用として生産された子牛であり、肉用牛としての登録のなされていないものが多い（島根県隠岐は登録牛を使用、よってその供給先である四国宇和島の闘牛も登録牛が存在する）。最近では有名牛を種牛として使用した子牛も多く登場している。またホルスタイン種と黒毛和牛のF1（交雑種）は体格が良いことから（子牛値段も安いことが多い）出場することもある。過去チャンピオン牛にもF1は存在する。

### 稽古
引き運動や海岸での散歩、切り株やタイヤに向かって首の鍛錬をする。また、集落ごとに夕方になると海岸などに散歩のため牛が集まるため練習試合（稽古）を行う。徳之島のドーム闘牛場にて飼育されていた牛は稽古量がずば抜けており、首の太さや技術が群を抜いていたことから、生まれ持った資質に加えて稽古の仕方によって大きく影響する。

### 人の役割
人は「勢子」と呼ばれる牛の補助役である。鼻綱で牛の体勢を調節したり、牛の傍でかけ声（ヤグイ）をかけ励ましたりする。また勝負の済んだ牛を捕まえ鼻綱を取らせるのも勢子の役割で、時には数人がかりでの大仕事となる。

## その他の国の闘牛と批判

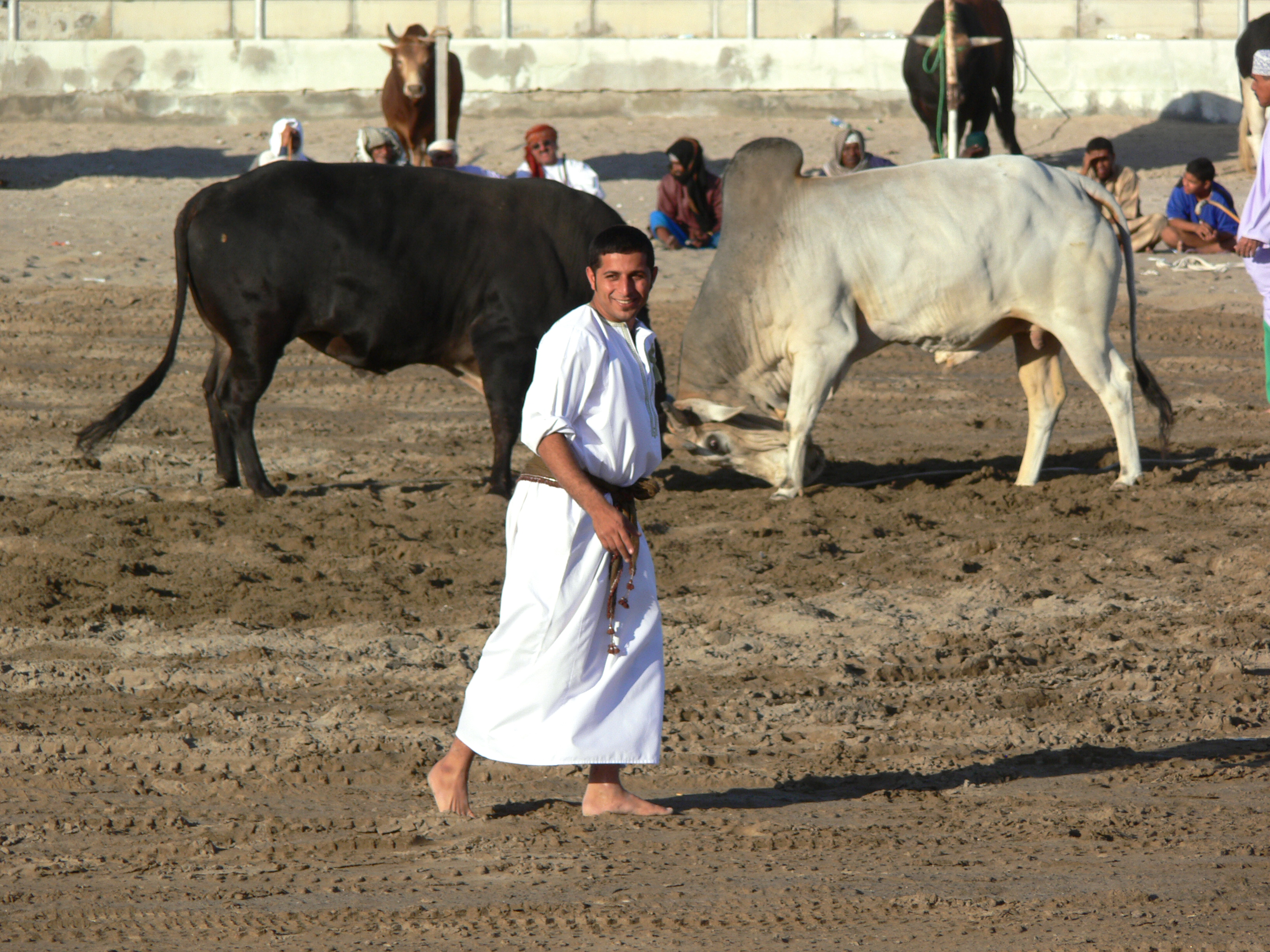
オマーンの闘牛

イギリスでは12世紀ごろから、柵に縄や紐でつながれた雄牛と闘犬を闘わせるブル・ベイティング(en)（牛虐め。ブル・ファイティングもしくはファイティング・ブルとも）という競技が行われていた。ブルドッグ、ブルテリアなどは、そのために改良された犬種である。残酷なスポーツとして1835年には禁止された。
フランスでは、スペインに隣接する地域で闘牛が開催される。ランド県エール＝シュル＝ラドゥールでは闘牛祭も行われる。アルルなどの南フランスではカマルグ式(fr)と呼ばれる、円形闘技場内で牛の頭に付けたリボンを鉤爪を使って闘牛士達が奪い合う闘牛が行われる。
スイスでは、Combat de Reinesという大会が開かれる。
トルコのアルトウィンにて毎年6月の第三週に闘牛が行われている。
オマーンでは、牛を互いに戦わせる闘牛が有り、その様子は日本の闘牛に似ている。
コロンビアでは闘牛は人気の高い娯楽の一つであったが、首都ボゴタで闘牛用の牛の殺傷を禁じる動きを経て、2024年にコロンビアの議会は闘牛を禁止する法案を賛成多数で可決した。同年7月22日ペトロ大統領が同禁止法案に署名、2027年までに全土で闘牛が禁止されることとなった。
中国浙江省では、雄牛と人間のレスリングのような格闘技「摜牛」が少数民族の伝統として行われている。また、貴州省ではやはり別の少数民族が行なう日本の闘牛に似た競技もある。
韓国でも、日本の闘牛に似た闘牛が実施されている。韓国においては公営競技のひとつとして賭けの対象となっている。近年は動物福祉の圧力からいくつかの自治体が闘牛イベントに予算を割り当てないことを決定した結果、中止となった。「闘牛 (韓国)」にて詳述。
メキシコの闘牛は500年近い歴史を持つ伝統文化で観光資源でもあり、メキシコシティには世界最大ともされる約4万2,000人収容の闘牛場「プラサ・メヒコ」がある。しかし、動物愛護団体などからは批判もあり、開催の是非が法廷に持ち込まれて2022年には開催停止の命令が出され、2023年12月に最高裁判所がその措置を無効とする判断を示すまでの約2年の間、開催が停止するということもあった。2025年3月にブルガダ市長は「牛を殺さない新たな形態の闘牛」（雄牛の殺害のほか、闘牛場における鋭利な刃物の使用などの禁止）を提案し市議会が条例を決議した。闘牛士が使用できるのは布のみで対峙時間も最大15分としており、違反して殺害した場合には最高で33万9,000ペソの罰金が科される。同国内ではすでに興行を禁止している州もある
。

## 闘牛を題材とする作品
- 文学
  - 『午後の死』 - アーネスト・ヘミングウェイによる闘牛についてのノンフィクション。1932年。
  - 『てんやわんや』 - 獅子文六の小説。1948年 - 1949年。宇和島の「牛の突き合い」を紹介。
  - 『闘牛』 - 井上靖の小説。1949年。芥川賞受賞作。
- 映画
  - 『黒い牡牛』 - 闘牛をテーマにしたアメリカ映画。1956年。
- テレビドラマ
  - 『闘牛戦士ワイドー』 - 2018年からRBC琉球放送で放送されている特撮ヒーローテレビドラマ。
- 音楽
  - 『トレロカモミロ』 - フランコ・マレスカ作詞、マリオ・パガーノ作曲のイタリアの歌曲。1968年。日本語版は阪田寛夫訳詞[27]、1970年にNHK『みんなのうた』で初放送。